# Thermokarst

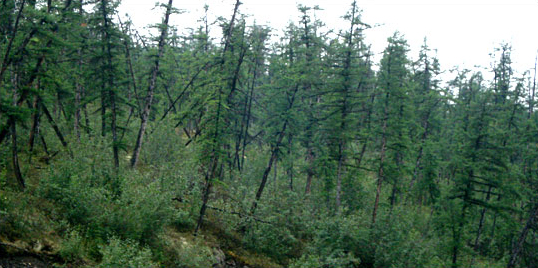
La décongélation du pergélisol provoque des phénomènes thermokarstiques (ici des trous et effondrements locaux, et ailleurs des ravines et parfois des ravins), au fur et à mesure que les arbres poussent, ce qui peut donner un aspect de forêt ivre à la taïga (ici en Sibérie)

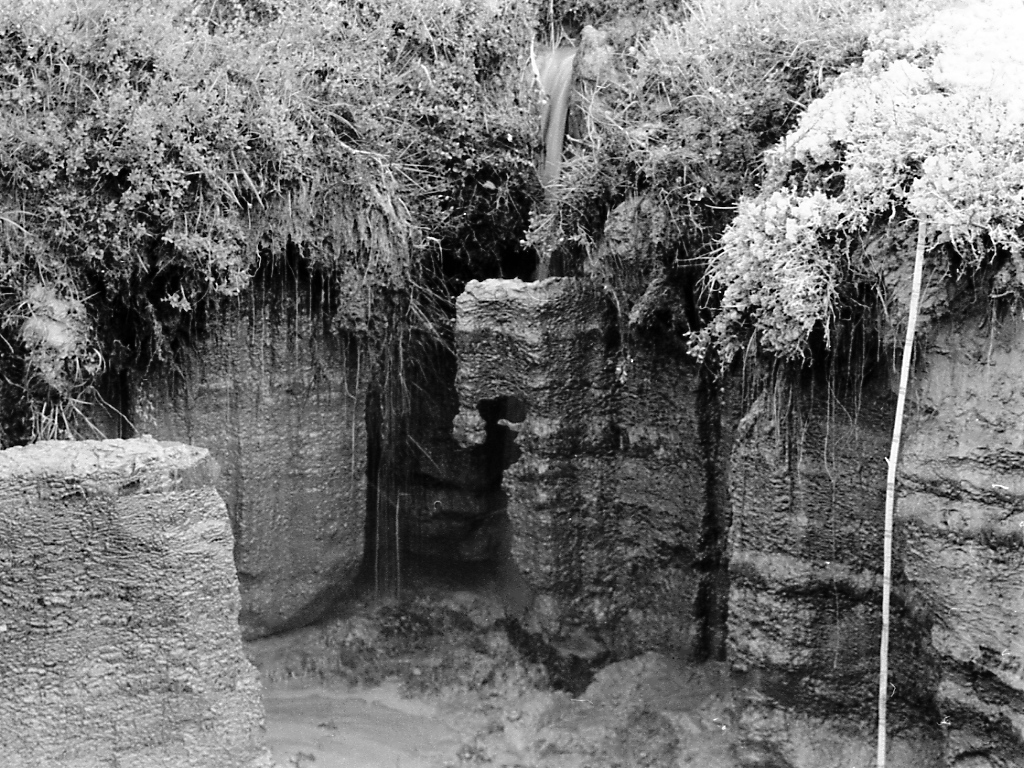
La fonte anormalement rapide du permafrost est source de phénomènes érosifs et d'une turbidité induite qui peut dégrader les cours d'eau, parfois loin en aval de la zone de fonte

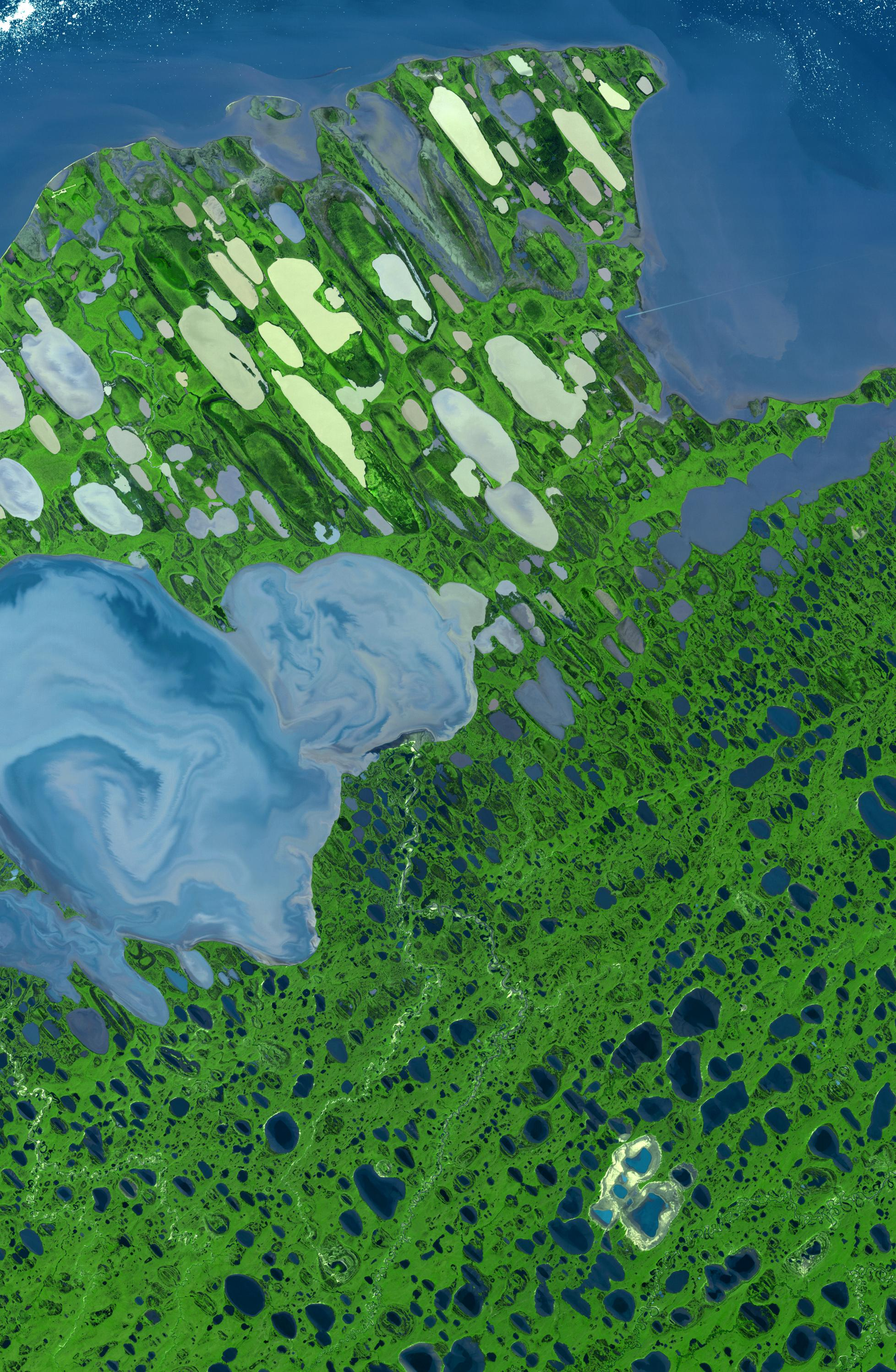
Le thermokarst est à l'origine de nombreux lacs de ce type (Teshekpuk Lake, Alaska)

En géomorphologie, le terme thermokarst (synonyme : cryokarst) désigne :
1. un modèle caractérisé par des dépressions (par exemple, un alass) et des affaissements de terrain dus au tassement du sol consécutif de la fonte de la glace du pergélisol.
2. le processus aboutissant à la fonte du pergélisol, également dénommée dégradation. Cette fonte peut être généralisée et avoir une cause climatique (dégel dû à un réchauffement) ou bien anthropique (poids d'une construction, déforestation). Elle peut également être locale et due à la circulation d'une eau liquide sur un sol gelé. Ce phénomène provoque l'éboulement et le recul rapide des rives des grands cours d'eau périglaciaires ou, sur versant, l'incision en ravines voire de ravins dans un sédiment normalement meuble rendu cohérent par le gel.

Des formes thermokarstiques anciennes, et des sols dits cryogéniques, parfois hérités de la dernière glaciation existent dans des régions aujourd'hui froides (micro-reliefs, géographie de tourbières, etc.) comme au Canada, en Alaska et en Sibérie, mais aussi localement en région tempérée. Des poches formées par la cryoturbation lors de la dernière déglaciation peuvent interférer avec les opérations de travaux publics (effondrement de bermes routières par exemple si elles n'ont pas été préalablement repérées et traitées).
Ces phénomènes sont aussi sources d'apports brutaux de nutriments eutrophisants et de sédiments qui augmentent la turbidité des cours d'eau, deux phénomènes qui combinés peuvent interférer négativement et synergiquement, au détriment les écosystèmes aquatiques.
Malgré la racine « karst », le terme thermokarst n'implique pas la présence de calcaire ; il est ici utilisé par similitude avec les phénomènes karstiques (où des vides sont créés par dissolution du calcaire). Le thermokarst est partie intégrante du pseudokarst, lequel comprend de nombreux autres phénomènes similaires à ceux qui se développent dans le karst au sens strict.
Des thermokarsts peuvent exister sur d'autres planètes, par exemple sur la planète Mars

## Principes et conditions de formations
Les eaux de fonte peuvent exploiter les coins de glace lors de leur dégradation, accélérant leur fonte et créant un réseau de petites dépressions, de trous et ravines.
Les thermokarsts impliquent la présence préalable d'un pergélisol (rappel : le pergélisol couvre aujourd'hui environ un cinquième des terres émergées). Ils concernent d'importantes superficies en domaine arctique et en Sibérie. Ils affectent de manière moindre le domaine montagneux. 

## Enjeux de connaissance
Les études de l'évolution de la répartition du thermokarst et des sédiments contenus dans les dépressions thermokarstiques contribuent à la compréhension des changements climatiques et à l'histoire écologique et géomorphologique de la planète.  Les écosystèmes reposant sur les lœss y sont vulnérables.
Cette connaissance est également nécessaire pour mieux rétrospectivement comprendre les évènements qui se sont déroulés durant et après les dernières glaciations, en particulier concernant les émissions de méthane à partir du pergélisol fondant ou des lacs formés dans les thermokarsts en période de déglaciation et notamment durant le Pléistocène et l'Holocène. 
Ils ont fortement influencé la recolonisation par la flore, la faune et la fonge après le recul des calottes glaciaires, et l'écologie du paysage de nombre des paysages périarctiques contemporains de taïga, toundra et autres tourbières ou sites à castor (Castor fiber en Europe, Castor canadensis en Amérique du Nord) en gardent la marque. Ils contribuent encore au cycle de l'eau dans ces régions. En particulier leur formation s'accompagne - dès le haut des bassins versants de relargage de CO2 et de méthane, mais aussi de relargage de nutriments et oligoéléments utiles pour les écosystèmes (ou source de turbidité, d'envasement et colmatage de frayères et fonds de cours d'eau, voire localement d'eutrophisation et  si leur relargage est trop brutal).

## Exacerbation récente des phénomènes thermokarstiques et de leurs effets(par le réchauffement climatique)
L'Arctique et le Périarctique se réchauffent beaucoup plus vite que l'Antarctique. On a récemment observé au nord de l'Amérique un réchauffement moyen de 4 °C du pergélisol, source d'une accélération et d'une étendue plus importante des phénomènes thermokarstiques. 
Pour en mesurer les effets sur l'eau, une étude approfondie (sur la base d'un levé aérien à haute résolution) a porté sur un territoire de 600 km2 dans et autour de la zone du lac naturel Toolik utilisée comme zone de recherche (Toolik Lake Natural Research Area ou TLNRA). Cet inventaire a révélé au moins 34 phénomènes thermokarstiques, dont les deux tiers étaient nouveaux (apparus depuis environ 1980). Dans presque tous les cas, ils étaient liés à des ruisseaux ou à des lacs collinaires naturels, plutôt donc dans la partie haute des sous-bassins versants étudiés. 
Cette étude a aussi montré « une augmentation significative de la charge en sédiments et en nutriments issue du thermokarst ». Par exemple, en 2003, un petit ravin thermokarstique s'est formé sur la rivière Toolik dans un sous-bassin de 0,9 km2. Il a produit une quantité anormalement élevée de sédiments, déchargés vers la rivière. Cette quantité est plus importante que celle normalement délivrée au cours d'eau en 18 ans dans les 132 km2 du bassin supérieur adjacent de la rivière Kuparuk (bassin suivi à long terme comme « site de référence »).
Les taux d'ions ammonium, nitrate, phosphate ont significativement augmenté en aval d'un phénomène thermokarstique suivi sur l'Imnavait Creek (par rapport aux concentrations de référence en amont), et cette eutrophisation a persisté durant toute la période d'échantillonnage (de 1999 à 2005). Les taux de nutriments en aval étaient comparables à ceux utilisés dans une expérience in situ à long terme sur la rivière Kuparuk où ils ont considérablement modifié la structure et le fonctionnement écologique de ce cours d'eau.
D'autres analyses d'échantillons d'eau issue de zones de thermokarst faits dans le cadre de cette vaste étude régionale ont tous montré un accroissement de taux d'ammonium, de nitrate et de phosphate (trois eutrophisants) en aval des phénomènes de thermokarst par rapport à leur amont. Or, si des travaux antérieurs avaient démontré que même de faibles augmentations des teneurs de l'eau en éléments nutritifs stimulaient dans cette région la production primaire et secondaire, ce qui pourrait laisser penser que ces nutriments pourraient être rapidement absorbés et utilisés par les communautés végétales et animales, ceci pourrait ne pas advenir en raison de la forte turbidité induite par l'augmentation des charges sédimentaire qui peut interférer négativement avec les communautés planctoniques et benthiques, et modifier les réponses à l'augmentation des apports en nutriments.

## Risques et dangers
La surface terrestre touchée par thermokarsts est encore limitée, mais leur interface avec les cours d'eau se fait sur des zones critiques d'alimentation des bassins et l'habitat aquatique altéré (vers l'aval des cours d'eau, tourbières et lacs) par ce phénomène peut être vaste.
Sur ces bases, certains experts en matières de pergélisols et thermokarsts alertent sur le fait que le réchauffement de la zone périarctique est en train d’accélérer les processus thermokarstiques et qu'ils pourraient induire des impacts importants et largement étendus sur les écosystèmes des cours d'eau arctiques dont le fonctionnement est encore mal compris.
Le pergélisol libère en fondant de grandes quantités de méthane (à partir des hydrates de méthane, susceptibles d'exacerber une boucle de rétroaction aggravant le réchauffement climatique) et parfois de mercure hautement toxique et écotoxique, et il peut dégrader ou détruire des infrastructures vitales (routes, voies ferrées, pipelines, lignes électriques, fibre optiques, etc.).